# Pugny
Pugny ist eine Commune déléguée in der französischen Gemeinde Moncoutant-sur-Sèvre im Département Deux-Sèvres in der Region Nouvelle-Aquitaine. Sie hat 217 Einwohner (Stand: 1. Januar 2022). Die Einwohner werden Pugnassiens genannt.
Die Gemeinde Pugny wurde am 1. Januar 2019 mit La Chapelle-Saint-Étienne, Moncoutant, Moutiers-sous-Chantemerle, Le Breuil-Bernard und Saint-Jouin-de-Milly zur Commune nouvelle Moncoutant-sur-Sèvre zusammengeschlossen. Sie hat seither den Status einer Commune déléguée. Die Gemeinde Pugny gehörte zum Arrondissement Parthenay sowie zum Kanton Cerizay.

## Geographie
Pugny liegt etwa zwölf Kilometer südsüdwestlich des Stadtzentrums von Bressuire. Umgeben wurde die Gemeinde Pugny von den Ortschaften Chanteloup im Norden, La Chapelle-Saint-Laurent im Osten, Largeasse im Süden, Le Breuil-Bernard im Westen sowie Moncoutant im Nordwesten.

## Bevölkerungsentwicklung
| Jahr      | 1962 | 1968 | 1975 | 1982 | 1990 | 1999 | 2006 | 2013 |
| Einwohner | 282  | 266  | 250  | 242  | 207  | 183  | 227  | 229  |

## Sehenswürdigkeiten
- Schlossruine Pugny aus dem 14. Jahrhundert